# Antillocladius axitiosus
Antillocladius axitiosus är en tvåvingeart som beskrevs av Mendes och Andersen 2008. Antillocladius axitiosus ingår i släktet Antillocladius och familjen fjädermyggor. Inga underarter finns listade i Catalogue of Life.